# Francisco Javier de Urrutia

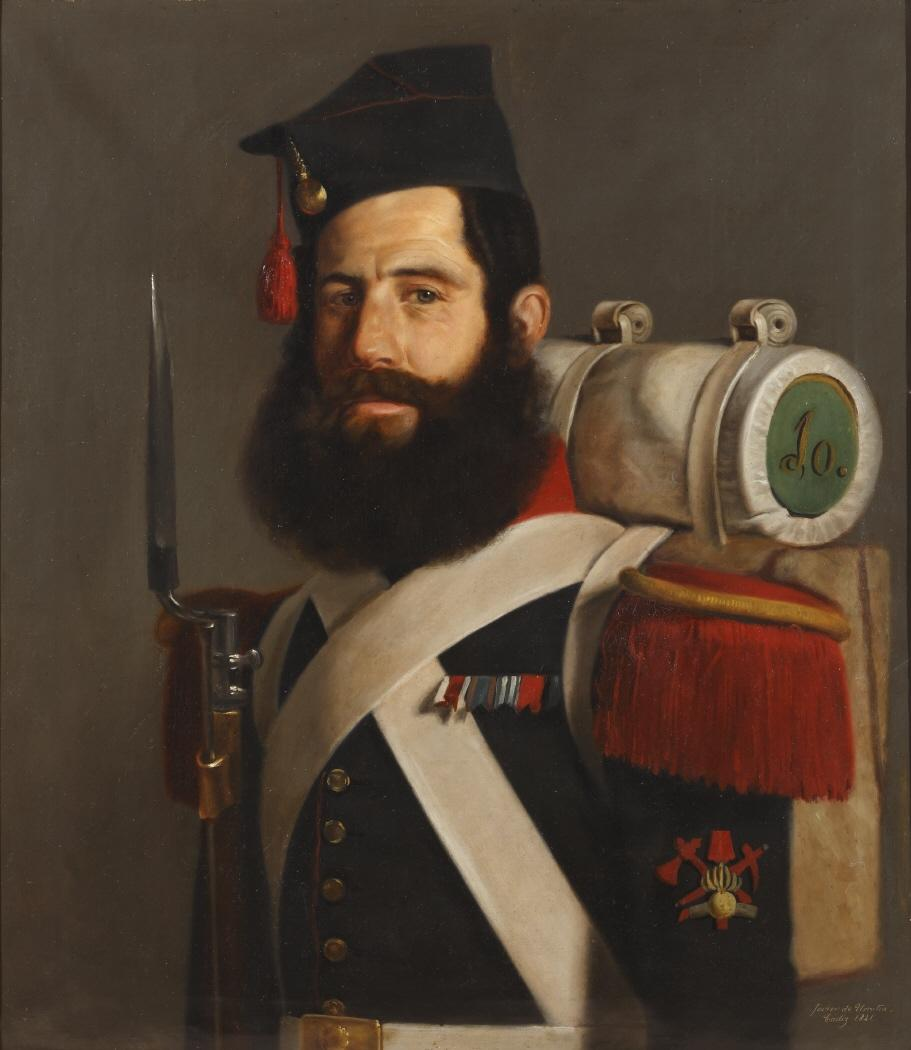
José Robles, gastador del Regimiento de Murcia, 1841, óleo sobre lienzo, 72 x 62,50 cm, Madrid, Museo del Romanticismo.

Francisco Javier de Urrutia y Garchitorena (Cádiz, 1804-1869) fue un pintor, político y escritor de temas artísticos español.
Miembro de la Academia Provincial de Nobles Artes de Cádiz desde su creación, según Ossorio, y consiliario de la misma, fue también presidente de la Sociedad Económica de Amigos del País e individuo de la comisión de monumentos histórico artísticos además de alcalde constitucional de Cádiz por el Partido Moderado de 1843 a 1848 y de enero a julio de 1854.
Como pintor es principalmente recordado como retratista, destacando dentro de su producción los retratos del conde de Clonard conservado en el Museo del Ejército y el de medio cuerpo de José Robles, gastador del Regimiento de Murcia del Museo del Romanticismo, identificado por una inscripción en la parte trasera del lienzo con firma y fecha (marzo de 1841). También realizó un Diorama de Cádiz y ocho leguas al contorno –vista panorámica de la ciudad desde la torre de poniente de la catedral– en el que trabajó con un aparato de su invención durante cinco años y expuso en 1845.
Como tratadista, junto a algún discurso académico sobre la conveniencia de que las obras de arte se sometan a examen de las academias, su utilidad y su supuesta decadencia, fue autor de una Descripción histórico-artística de la Catedral de Cádiz, impresa en Cádiz en 1843.